# John Ellis (Physiker)

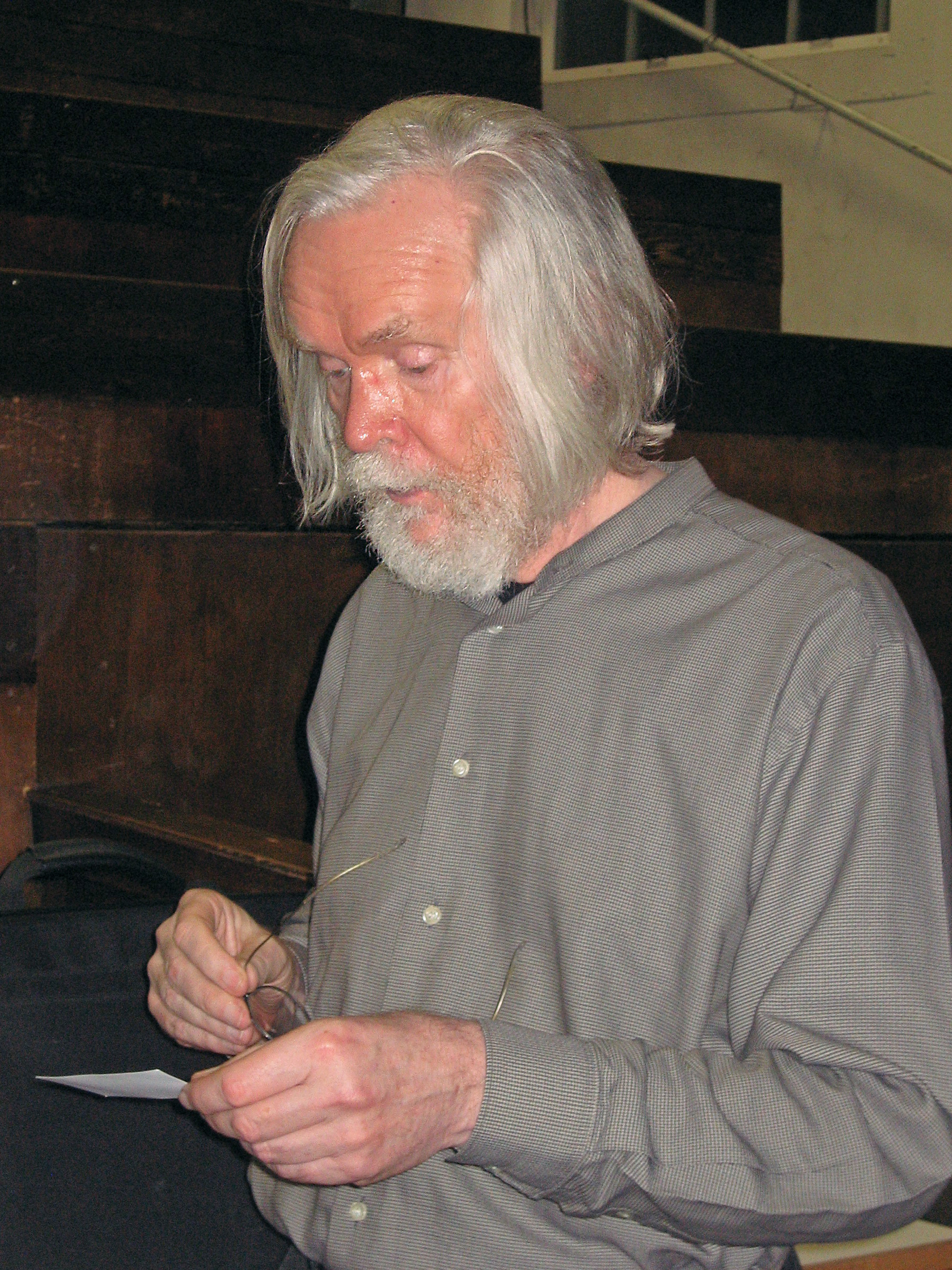
John Ellis an der Universität Heidelberg Februar 2008

Jonathan R. Ellis CBE (* 1. Juli 1946 in London) ist ein britischer theoretischer Physiker, der sich mit Elementarteilchenphysik beschäftigt.

## Leben
Ellis wuchs in Potters Bar auf und studierte in Cambridge Mathematik und Physik (und etwas klassische griechische Geschichte). Schon während seiner Promotion in Cambridge war er am CERN. Nach seiner Promotion ging er ans SLAC und ans Caltech. Seit 1973 arbeitet er am CERN, wo er unter anderem sechs Jahre lang die Theorie-Abteilung leitete. In den 1970er Jahren beschäftigte er sich mit Quantenchromodynamik, CP-Verletzung und dem Higgs-Boson. Seit den 1980ern kamen Stringtheorie (u. a. mit Dimitri Nanopoulos Entwicklung der „flipped SU (5)“–GUT aus dem heterotischen String), GUTs, Neutrinophysik, Supersymmetrie, kosmologische Anwendungen, Quantengravitation hinzu. Er arbeitete an Studien für die Physik am LEP und LHC und arbeitet an Studien für die Machbarkeit eines LHC-Nachfolgers mit (CLIC, einem Elektron-Positron-Collider). Er ist auch für die Verbindung des CERN zu Nicht-Mitgliedsstaaten zuständig.

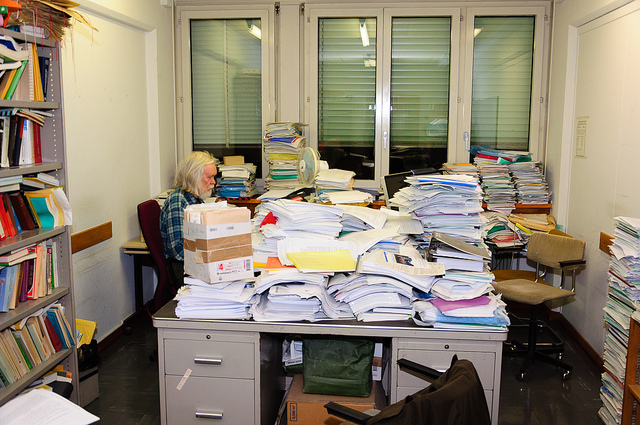
John Ellis in seinem Büro am CERN Januar 2012

Auf Ellis geht die Benennung der „Pinguin-Diagramme“ (Feynmandiagramme z. B. bei der CP-Verletzung) und der „Theory of Everything“ (ToE) (in Nature 1986) zurück. Nach eigener Aussage war er auch an der Erfindung der Bezeichnung „Grand Unified Theories“ beteiligt.
1976 schlug er mit Mary K. Gaillard und Graham Ross den Nachweis der Gluonen als Bremsstrahlung bei der Elektron-Positron-Annihilation und Quark-Antiquark-Erzeugung vor, was sich als Dreijet-Ereignis darstellen sollte. 1979 wurde das am Petra-Speicherring des DESY nachgewiesen.
Ellis ist verheiratet und hat zwei Kinder.

## Veröffentlichungen
- mit Daniele Amati: Quantum Reflections. Cambridge University Press, New York 2000, ISBN 0-521-63008-8.

## Auszeichnungen (Auswahl)
- 2009: Julius Wess-Preis des Karlsruher Instituts für Technologie
- 2014: Bakerian Lecture der Royal Society